# Antonio Pappano
Antonio Pappano (ur. 30 grudnia 1959 w Epping) – brytyjski dyrygent i pianista włoskiego pochodzenia. Pełni obecnie funkcję dyrektora muzycznego Royal Opera House (2002) i Orchestra dell'Accademia Nazionale di Santa Cecilia (od 2005). Od marca 2024 roku jest także głównym dyrygentem London Symphony Orchestra.

## Życiorys
Urodził się w rodzinie włoskiego pochodzenia. Jego ojciec – Pasquale – był nauczycielem śpiewu.  W 1972 rodzina przeniosła się do Connecticut, gdzie Antonio uzyskał wykształcenie jako pianista, kompozytor i dyrygent. Został wówczas asystentem Daniela Barenboima podczas Festiwalu w Bayreuth. 
Pierwszy występ Pappano miał miejsce w 1987 w Operze w Oslo, gdzie objął stanowisko dyrektora muzycznego do 1992. Pappano po raz pierwszy gościnnie poprowadził London Symphony Orchestra (LSO) w 1996 roku. Wrócił jako dyrygent gościnny do LSO ponad 70 razy i dokonał kilku nagrań z LSO. W latach 1997–1999 był dyrygentem gościnnym Izraelskiej Orkiestry Filharmonicznej. Wyróżniony w 2000 przez „Gramophone” jako „Artysta Roku”. W 2003 otrzymał Laurence Olivier Award za wkład w rozwój opery. 
Pappano otrzymał tytuł szlachecki w 2012 roku za zasługi dla muzyki. W maju 2023 wraz z London Symphony Orchestra wykonał koncert z okazji koronacji Karola lll I Kamili.